# Хронология декриминализации гомосексуальных отношений
Гомосексуальные отношения (как правило мужские) ранее во многих странах мира были криминализированы. Однако в силу ряда исторических процессов постепенно начала происходить декриминализация этих отношений. В XX веке произошли существенные перемены в этом вопросе.
Ниже в хронологическом порядке располагаются государства по дате отмены в них уголовного преследования, а также наиболее значительные события вокруг процесса декриминализации.

## Не были криминализированы
Известно несколько государств, в которых добровольные гомосексуальные отношения между взрослыми людьми вообще никогда не были криминализированы:
- Буркина-Фасо
- Демократическая Республика Конго
- Кот-д’Ивуар
- Мадагаскар
- Мали
- Нигер
- Республика Конго
- Руанда

## XVIII век
- 1790: Андорра

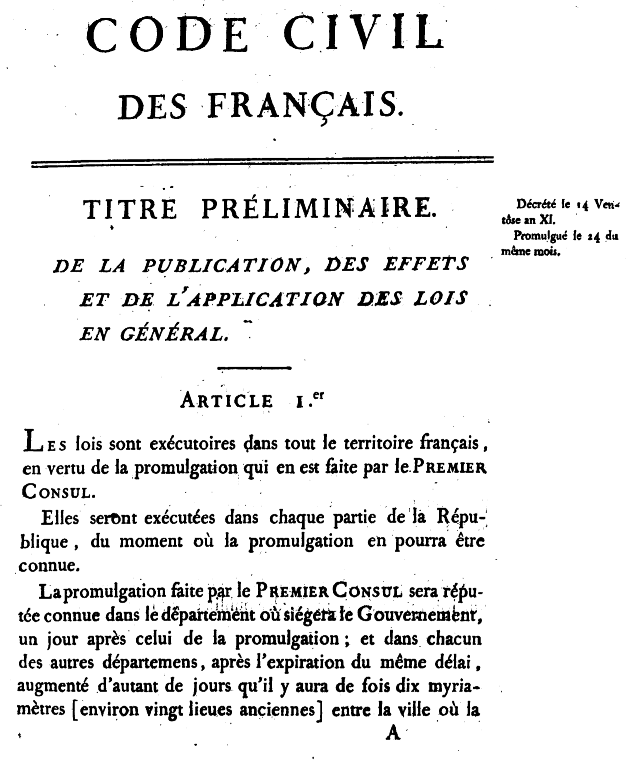
Кодекс Наполеона закрепил во многих странах декриминализацию гомосексуальности

- 1791: Франция. Уголовное преследование гомосексуальности было отменено в ходе Великой французской революции.
- 1793: Монако
- 1795: Люксембург

## XIX век
- 1811: Нидерланды (в 1911 году введена статья статья 248-bis, криминализующая однополые контакты с лицами младше 21 года).
- 1813: Бавария (в связи с введением Кодекса Наполеона).
- 1830: Бразилия.
- 1832: В уголовное законодательство Российской империи введено уголовное преследование гомосексуалов, который предусматривал лишение всех прав состояния и ссылку в Сибирь на 4-5 лет за «мужеложство». Эта норма возникла в ходе копирования Россией немецкого уголовного кодекса.
- 1858: Турция.
- 1860: Целый ряд королевств Италии с введением Кодекса Наполеона
- 29 августа 1867 года адвокат Карл-Генрих Ульрихс на Конгрессе немецких юристов в Мюнхене заявил, что антигомосексуальное законодательство должно быть упразднено. Это было первое публичное заявление подобного рода в новейшей истории.
- 1871: Мексика и Гватемала.
- 1880: Парагвай и Япония (в последней гомосексуальность была криминализирована в 1873 году).
- 1887: Аргентина.

## Первая половинаXX века
- 1917: Россия (РСФСР). Уголовная ответственность отменена в результате непризнания РСФСР законов Российской империи, однако для мужчин уголовная ответственность была снова введена в 1934 году.
- 1932: Польша (гомосексуалы преследовались в период нацистской оккупации)
- 1933: Дания (гомосексуалы преследовались в период нацистской оккупации)
- 1934: Уругвай
- 1940: Исландия
- 1942: Швейцария
- 1943: Бельгия (закон подписан правительством в изгнании, фактически — с 1945)
- 1944: Швеция

## 1950-е годы
- 1951: Греция, Иордания (включая палестинский Западный берег)
- 1953: ГДР (частично)
- 1956: Таиланд

## 1960-е годы
- 1962: Венгрия и Чехословакия
- 1967: Англия и Уэльс, Чад
- 1968: Болгария и ГДР (окончательно)
- 1969: Канада и ФРГ (частично)

## 1970-е годы
- 1971: Австрия, Коста-Рика, Нидерланды, Финляндия
- 1972: Норвегия
- 1973: Мальта
- 1977: Социалистическая Федеративная Республика Югославия
- 1979: Испания, Гуам, Куба[3]

## 1980-е годы

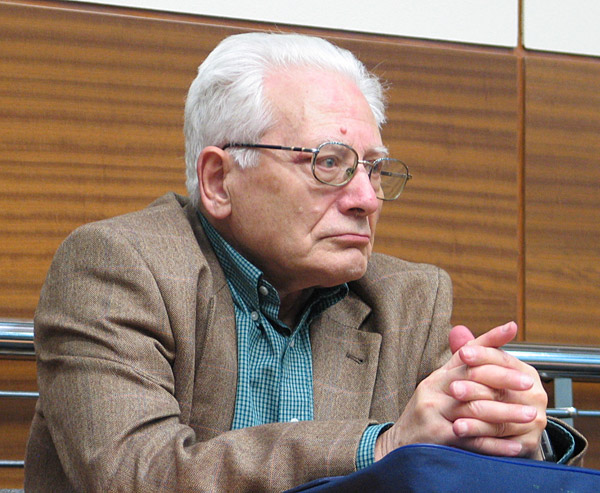
«На совещании ученых-сексологов социалистических стран в Лейпциге (1981) известный сексолог из ГДР Зигфрид Шнабль неожиданно спросил, в каких странах существует анти-гомосексуальное законодательство и чем оно мотивируется, и оказалось, что оно есть только в СССР (румынских представителей на совещании не было)» Игорь Кон

- 1980: Шотландия
- 1981: Колумбия,
- 1982: Северная Ирландия
- 1983: Португалия
- 1986: Гаити, Новая Зеландия
- 1988: Израиль
- 1989: Лихтенштейн

## 1990-е годы
- 1991: Багамские острова
- 1992: Латвия, Украина, Эстония
- 1993: Ирландия, Литва, Россия. При этом в России ранее осуждённые реабилитированы не были.
- 1994: Белоруссия, Бермудские Острова, Сербия (преследование было вновь введено после распада Югославии), ЮАР, Германия (полностью в связи с объединением ГДР и ФРГ)
- 1994: В Австралии на общенациональном уровне, Остров Мэн
- 1995: Албания, Молдавия
- 1996: Республика Македония (преследование было вновь введено после распада Югославии), Румыния (частично)
- 1997: В Китае отменено понятие «хулиганство» в уголовном праве, по которой иногда преследовали и гомосексуалов. Эквадор
- 1998: Босния и Герцеговина (преследование было вновь введено после распада Югославии), Республика Кипр, Казахстан, Киргизия, Таджикистан, Чили.

## 2000-е годы
- 2000: Азербайджан, Британские Виргинские острова, Грузия, Каймановы острова, Монтсеррат
- 2001: Сан-Марино, Румыния (полностью)
- 2002: Армения, Монголия
- 2003: По решению Верховного суда США гомосексуальность декриминализирована на общенациональном уровне (до этого момента несколько штатов сохраняли уголовное преследование). Ирак
- 2004: Кабо-Верде
- 2005: Пуэрто-Рико
- 2007: Непал, Ниуэ, Токелау
- 2008: Никарагуа[4], Панама
- 2009: Бенин, Индия[5] (в 2013 году решение по декриминализации отменено[6], в 2018 снова принято[7])

## 2010-е годы
- 2010: Фиджи[8]
- 2011: Сан-Томе и Принсипи
- 2013: В Индии была вновь введена уголовная ответственность за гомосексуализм, отмененная в 2009 году
- 2014: Турецкая Республика Северного Кипра, Палау
- 2015: Мозамбик[9]
- 2016: Науру, Сейшельские острова, Белиз[10]
- 2018: Индия (повторная декриминализация)[7], Тринидад и Тобаго
- 2019: Ботсвана, Ангола (принятие нового Уголовного кодекса, заменившего португальский колониальный)[11].

## 2020-е годы
- 2020: Габон[12], Бутан.
- 2021: Ангола.
- 2022: Антигуа и Барбуда, Сент-Китс и Невис, Сингапур, Барбадос.
- 2023: Острова Кука, Маврикий.
- 2024: Доминика, Намибия.
- 2025: Ниуэ.